# Paris Blues
Pour plus de détails, voir Fiche technique et Distribution.
Paris Blues est un film américain réalisé par Martin Ritt, sorti en 1961.

## Synopsis
À Paris, Ram Bowen, un tromboniste américain qui ne vit que pour le jazz rencontre, en allant accueillir à la gare Saint-Lazare le célèbre trompettiste Wild Man Moore, deux compatriotes : Lilian et son amie noire Connie, venues visiter la capitale durant quelques jours. En se rendant au Club 33, la boîte de jazz où joue Ram, les Américaines font la connaissance du saxophoniste noir Eddie Cook qui semble s'être établi à Paris pour fuir le racisme ambiant aux États-Unis. Les idylles respectives de Ram et Eddie avec Lilian et Connie vont remettre en question la vie artistique des deux musiciens, notamment celle de Ram qui, en pleine création, a obtenu un rendez-vous décisif avec un éditeur musical notable auquel il a envoyé sa composition Paris Blues. La déception de Ram, après son entrevue avec l'éditeur qui lui conseille de se perfectionner, et le grand amour qu'Eddie éprouve pour Connie, vont les convaincre de suivre les deux jeunes femmes aux États-Unis. Mais au moment de partir, Ram décide que c'est à Paris qu'il trouvera sa voie tandis qu'Eddie ajourne son départ, promettant à Connie de la rejoindre plus tard.

## Fiche technique
- Titre original : Paris Blues
- Réalisation : Martin Ritt, assisté de Bernard Farrel
- Scénario : Walter Bernstein, Irene Kamp, Jack Sher et Lulla Rosenfeld d'après le roman d'Harold Flender, Paris Blues (1957)
- Direction artistique : Alexandre Trauner
- Photographie : Christian Matras
- Son : Joseph de Bretagne
- Décors :Alexandre Trauner assisté d'Olivier Girard
- Montage : Roger Dwyre
- Musique : Duke Ellington, Billy Strayhorn
- Producteur : Sam Shaw
- Sociétés de production : Diane Productions (France), Jason Films (France), Monica Corp. (États-Unis), Monmouth (États-Unis), Pennebaker Productions (États-Unis)
- Société de distribution : United Artists (États-Unis, France)
- Pays de production :  États-Unis
- Langues originales : anglais, français
- Format : 35 mm — noir et blanc — 1.66:1 — son monophonique
- Genre : film musical, comédie dramatique
- Durée : 98 minutes
- Dates de sortie :
  - États-Unis : 27 septembre 1961
  - France : 14 mars 1962[1]
- (fr) Classification CNC : tous publics (visa d'exploitation no 25289 délivré le 10 janvier 1962)

## Distribution
- Paul Newman  (VF : Marcel Bozzuffi) : Ram Bowen
- Joanne Woodward  (VF : Joëlle Janin) : Lillian Corning
- Sidney Poitier  (VF : Georges Aminel) : Eddie Cook
- Diahann Carroll : Connie Lampson
- Louis Armstrong : Wild Man Moore
- Barbara Laage : Marie Séoul
- Serge Reggiani : le guitariste Michel Duvigne
- André Luguet : l'éditeur René Bernard
- Moustache : un batteur
- Aaron Bridgers : un pianiste
- Michel Portal : un musicien
- Claude Rollet : un client
- Roger Blin : le guitariste gitan au marché aux puces
- Hélène Dieudonné : la vieille dealeuse
- Guy Pedersen[2] : le contrebassiste
- Marie Versini : Nicole

## Production

### Scénario
Dans le roman d’Harold Flender dont le film s’inspire, il n’est question que de la relation d’un musicien noir avec une institutrice noire en visite à Paris. Les producteurs demandèrent qu’on ajoute au scénario l’histoire d’un couple blanc. Selon TCM, bien que cela n’ait jamais été confirmé, la première intention de la production aurait été de mettre en scène une aventure amoureuse entre un homme noir et une femme blanche (ou vice versa), comme une partie du public s'est d'ailleurs exprimé dans ce sens à la sortie du film, disant que l'œuvre aurait ainsi été plus forte et l’histoire d’amour plus intéressante,. 

### Casting
- Deux couples d’amoureux sont au casting, Joanne Woodward et Paul Newman, mariés dans la vie, et Diahann Carroll et Sidney Poitier, épris l’un de l’autre depuis leur rencontre sur le tournage de Porgy and Bess (1959), mais mariés avec d’autres... De ce fait, ils essayaient de rester éloignés l’un de l’autre pour éviter toutes tentations, mais ne purent résister aux rôles qu’on leur proposait, car, pour la première fois dans le cinéma américain, on mettait en scène un jeune couple de Noirs vivant une relation romantique et moderne identique à celles qu’on confiait habituellement aux acteurs blancs, et Diahann Carroll d’ajouter que Martin Ritt « a montré une certaine conscience sociale et politique et a présenté les Noirs comme des êtres humains normaux ». Mais Sidney Poitier avoua qu’il était « misérable » durant le tournage à Paris à cause d’une situation insupportable, car sa femme et ses enfants étaient auprès de lui tandis qu’il tenait le rôle de l’amant d’une femme qu’il aimait réellement dans l’une des villes les plus romantiques du monde[3],[4].
- Louis Armstrong incarne le musicien « Wild Man Moore », une des rares fois dans sa filmographie où il n'apparaît pas en tant que « lui-même »[3],[4].

### Tournage
Ces informations proviennent de Ciné-Ressources.
- Début des prises de vue : 2 novembre 1960.
- Intérieurs : studios de Boulogne (Hauts-de-Seine).
- Extérieurs : Paris.

### Musique
- 1961 : BO de Paris Blues, musique de Duke Ellington (sauf exceptions mentionnées), album 33 tours 30 cm (LP) United Artists, réédition en CD, MP3. Liste des titres :

1. Take the "A" Train, musique de Billy Strayhorn
2. You Know Something?
3. Battle Royal, avec Louis Armstrong à la trompette
4. Bird Jungle
5. What's Paris Blues?
6. Mood Indigo, paroles d'Irving Mills et musique de Barney Bigard/Duke Ellington
7. Autumnal Suite
8. Nite
9. Wild Man Moore, avec Louis Armstrong à la trompette
10. Paris Stairs
11. I Wasn't Shopping
12. Guitar Amour
13. A Return Reservation
14. Paris Blues

- Duke Ellington affirme qu'il est venu à Paris en compagnie de son ami et collaborateur de longue date Billy Strayhorn pour travailler sur la musique du film, mais le compositeur de Lush Life (en) et Take the "A" Train n'est pas crédité au générique[3],[4].

## Distinctions

### Nominations
- Grammy Award 1962 : Duke Ellington nommé pour la meilleure bande originale.
- Oscar 1962 : Duke Ellington nommé pour la meilleure bande originale.

## Thèmes et contexte
(juin 2020).
- Si vous ne connaissez pas le sujet, laissez ce bandeau (vous pouvez alors contacter les auteurs).
- Si vous supprimez le contenu mis en cause (vous pouvez préalablement contacter les auteurs),

argumentez précisément cette suppression dans la page de discussion
(un manque de référence n'est pas un argument ; une recherche réelle de référence doit avoir été effectuée, être formellement documentée).
Film nostalgique et représentatif du mouvement de la première avant-garde cinématographique dite aussi « impressionniste » qui, à l’orée des années 1960, évoque un Paris mythique en noir et blanc de parti-pris : Saint-Germain-des-Prés, ses existentialistes (Marie Séoul, patronne du club, rappelle Juliette Gréco et Le Tabou), sa vie de bohème (Ram Bowen) ou marginale (le guitariste drogué Michel Duvigne). Point de carte postale de Paris vue par un Américain, l’action se déroule par un froid automne, raison de plus pour s’attarder dans la cave où le jazz coule à flots et profiter de son ambiance chaleureuse et endiablée : on pense à Boris Vian avec sa « trompinette », à Miles Davis ou à Sidney Bechet. Les protagonistes célèbrent « l’âme de Paris » : Eddie dit à Connie que ce qui compte « ce n’est pas ce que l’on voit de la ville, mais son atmosphère » ou Lillian qui, en ouvrant la fenêtre en face des toits, déclare à Ram que « Paris ressemble exactement aux peintures qu’elle en a vues ». Si l’on identifie Notre-Dame de Paris, le temps d’une nuit glaciale, ou les Champs-Élysées, battus par les vents, il faut avoir été « impressionné » par Paris pour reconnaître ses Halles d’autrefois : livraison d’un cageot de victuailles ou Eddie et Connie aux prises avec les fils de gruyère de la traditionnelle gratinée à l’oignon dégustée dans un troquet au milieu de la nuit... L’épilogue est éloquent : à la gare Saint-Lazare, les afficheurs recouvrent l’immense image du musicien Wild Man Moore par une publicité pour les publications Larousse car, derrière cette anthologie figée de noms illustres, artistes ou intellectuels, se cachent des êtres humains qui ont souffert et aimé, et que Paris a aimé, et qui ont fait sa légende...